# Чадвикс (Њујорк)
Чадвикс (енгл. Chadwicks) насељено је место без административног статуса у америчкој савезној држави Њујорк.

## Демографија
По попису из 2010. године број становника је 1.506.
| Група             | 2000.    | 2010.         |
| Белци             | 0 (0,0%) | 1.412 (93,8%) |
| Афроамериканци    | 0 (0,0%) | 14 (0,9%)     |
| Азијати           | 0 (0,0%) | 9 (0,6%)      |
| Хиспаноамериканци | 0 (0,0%) | 55 (3,7%)     |
| Укупно            | 0        | 1.506         |